# شهرستان سوزاق (قرقیزستان)
شهرستان سوزاق (به قرقیزی:Сузак району، سۇزاق رايونۇ)(روسی: Сузакский район) یک شهرستان در جنوب استان جلال‌آباد قرقیزستان است که با کشور ازبکستان هم‌مرز است. این شهرستان دارای مساحت ۳۰۱۹ کیلومترمربع (۱۱۶۶ مایل مربع) می‌باشد. مرکز این شهرستان شهر سوزاق است.

## خصوصیات
شهرستان سوزاق بر اساس آمار سال ۲۰۰۹، مشتمل بر ۱۲۳ منطقه مسکونی، و دارای ۲۴۱،۱۹۸ نفر جمعیت است.